# Government Buildings (Dublin)

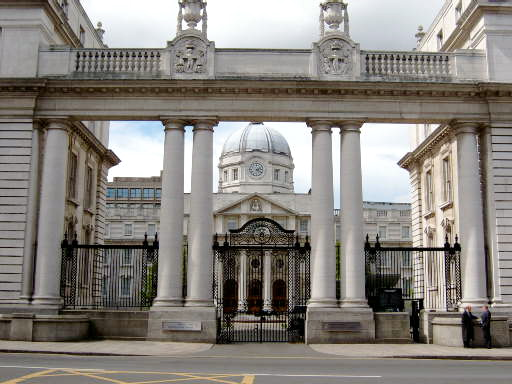
Government Buildings

In den Government Buildings (irisch Tithe an Rialtais), Merrion Street, Dublin, sind das Ministerium des Premierministers, die Ratskammer, in der die Regierungssitzungen stattfinden, das Finanzministerium und das Büro des Generalstaatsanwalts untergebracht.
Das Gebäude wurde von 1904 bis 1922 erbaut und beherbergte Regierungsbüros sowie, im Zentralteil des Gebäudes, das Royal College of Science.
Erbaut wurde es von den Architekten Sir Aston Webb aus London und Thomas Manley Dean aus Cork. Das Gebäude ist im Stil des prunkvollen Edwardian Baroque gehalten. Die Fassade besteht aus grobem Granit und glattem hellem Portlandstein.
Das College of Science wurde 1926 dem University College Dublin angeschlossen, das 1989 das Gebäude wieder verließ, und das Gebäude wurde von Architekten des Office of Public Works renoviert.